# ساعة الأعظمية
| الساعة الأعظمية                 | الساعة الأعظمية         |
| ------------------------------- | ----------------------- |
| ساعة الأعظمية في بغداد عام 2009 |                         |
| معلومات تفصيلية                 |                         |
| دولة الإنشاء                    | المملكة العراقية        |
| اسم المنشيء                     | عبد الرزاق محسوب        |
| سنة الإنشاء                     | 1958                    |
| الموقع                          | العراق، بغداد، الأعظمية |
| ملاحظات                         | ملاحظات                 |

تعتبر ساعة الأعظمية من معالم مدينة بغداد التاريخية، وتقع في قضاء الأعظمية، وترجع قصتها إلى عام 1919م، حين أهديت ساعة من الحضرة القادرية إلى جامع الإمام الأعظم، وذلك عند وصول ساعة جديدة للحضرة القادرية، وكانت الساعة القديمة عاطلة، وتم عمل اعلان لتصليح الساعة في الجريدة اليومية وتقدم الحاج عبد الرزاق محسوب لفحصها ومحاولة تصليحها، وأستنتج بعدها بإنه لا يمكن تصليحها لتلف كثير من أجزائها وعرض بدلاً من محاولةِ تصليحها أن يقوم هو بصنع ساعة شبيهة بها مستفيداً من معمل تصليح الآلات الزراعية الذي يديرهُ مع أبنائهِ، ولم يتم نصب الساعة على برجها بسبب سياسات وادارات خاطئة وحتى عام 1958م، حين تم بناء برج الساعة وبعدها تم نصبها عليه، وفي عام 2003م بعد الغزو الأمريكي للعراق أطلق عليها قذيفة صاروخ من طائرة أمريكية، فهدمت جزء كبير من بندول الساعة، وتحديداً في اليوم العاشر من نيسان بعد معركة كبيرة حدثت بين الجيش الأميركي والمقاومين للاحتلال، وبعد حوالي سنتين اعيد بناء الساعة والبرج، وهي اليوم قائمة تزهو على ضفاف نهر دجلة وفي باحةِ جامع الإمام الأعظم لتبقى من أشهر معالم مدينة الأعظمية.
،

## معرض صور

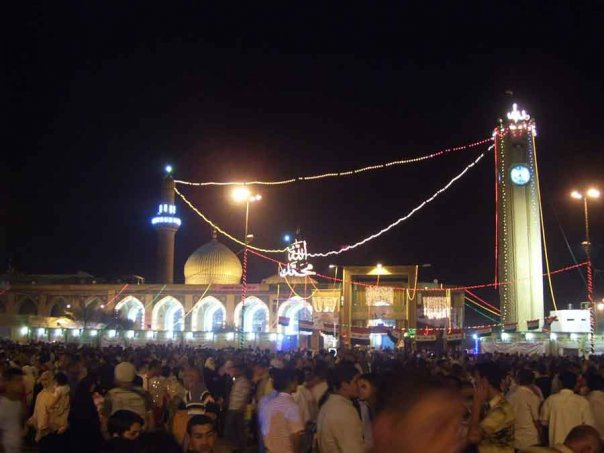
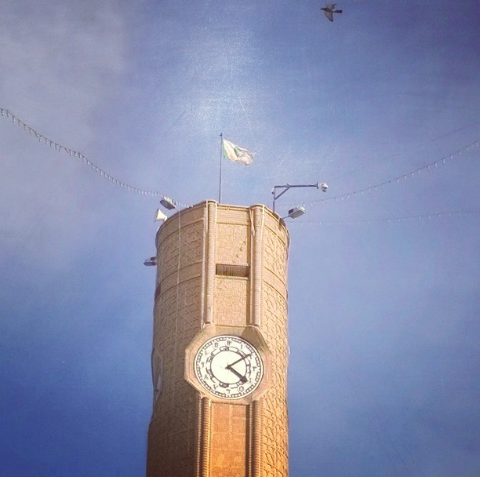
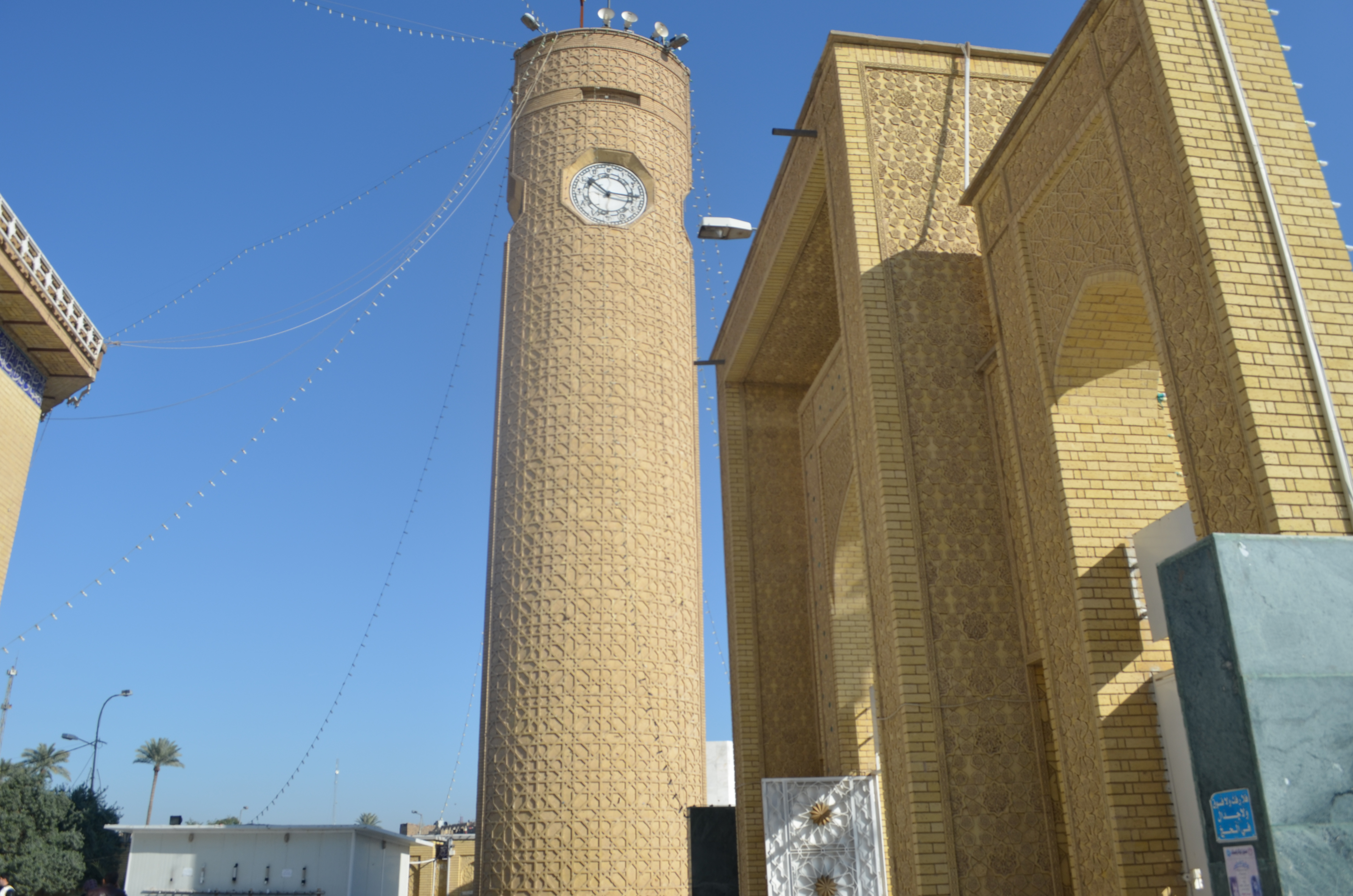
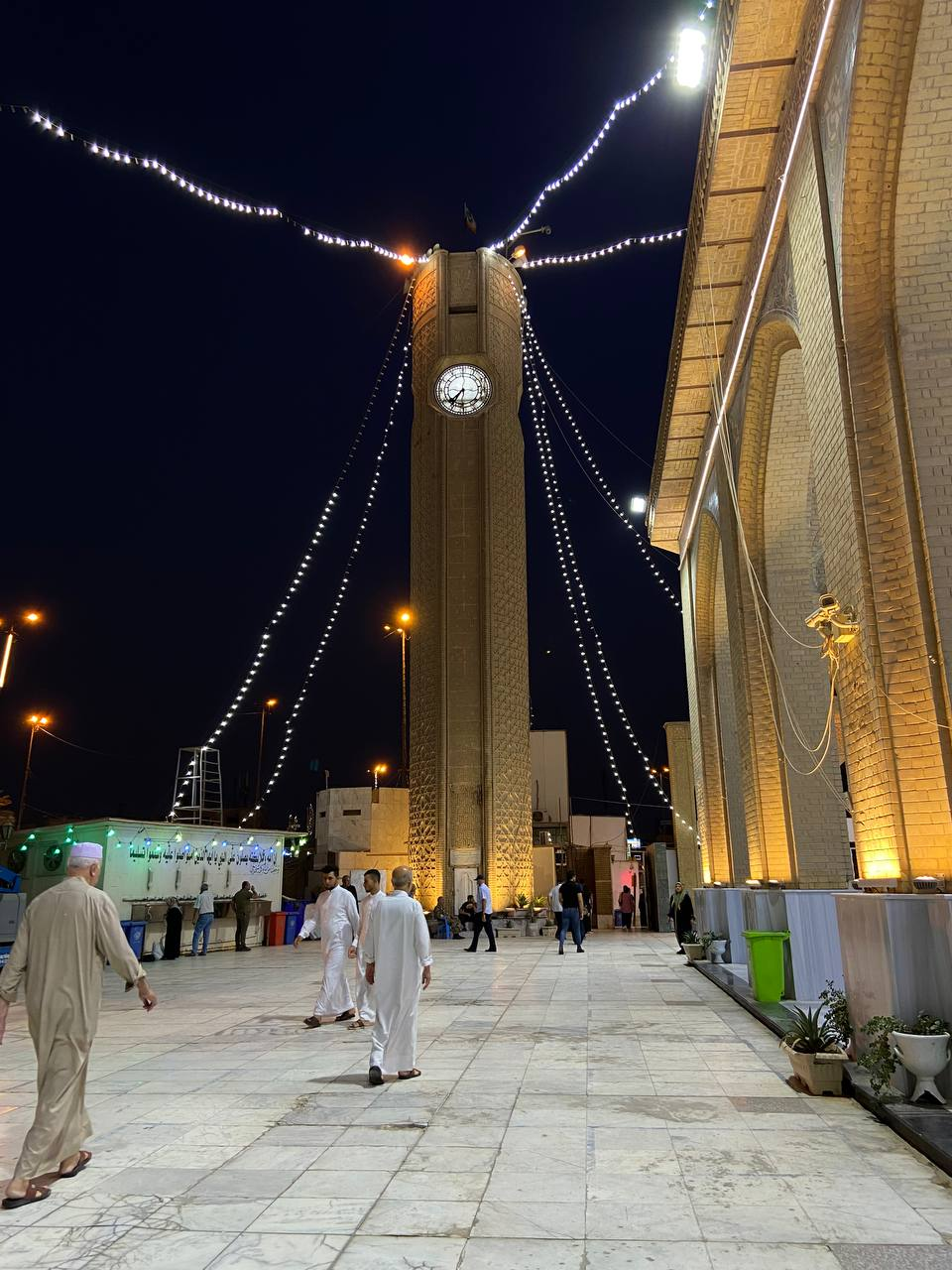